# Madeleine Chéruit
Madame Louise Chéruit (1866-1955), nacida Louise Lemaire, a menudo erróneamente llamada Mme Madeleine Chéruit, se contó entre las más importantes couturiers de su generación, y una de las primeras mujeres en controlar una casa de moda francesa importante. Su maison operó en la Plaza Vendôme de París bajo el nombre Chéruit de 1906 a 1935. Chéruit es más recordada hoy como objeto de varios retratos de Paul César Helleu, con quien tuvo un romance antes de abrir su casa de alta costura y por aparecer mencionada en dos obras literarias, En busca del tiempo perdido (1910) de Marcel Proust y Cuerpos Viles (1930) de Evelyn Waugh. Su nombre es también frecuentemente asociado con la fotografía de moda de Edward Steichen cuya modelo favorita, Marion Morehouse, lucía habitualmente prendas de la casa Chéruit para la revista Vogue en los años 1920. Una foto en particular de Steichen se convirtió en icónica: Morehouse posando con un vestido Chéruit negro de malla con flecos, publicada en 1927.

## Carrera y vida tempranas

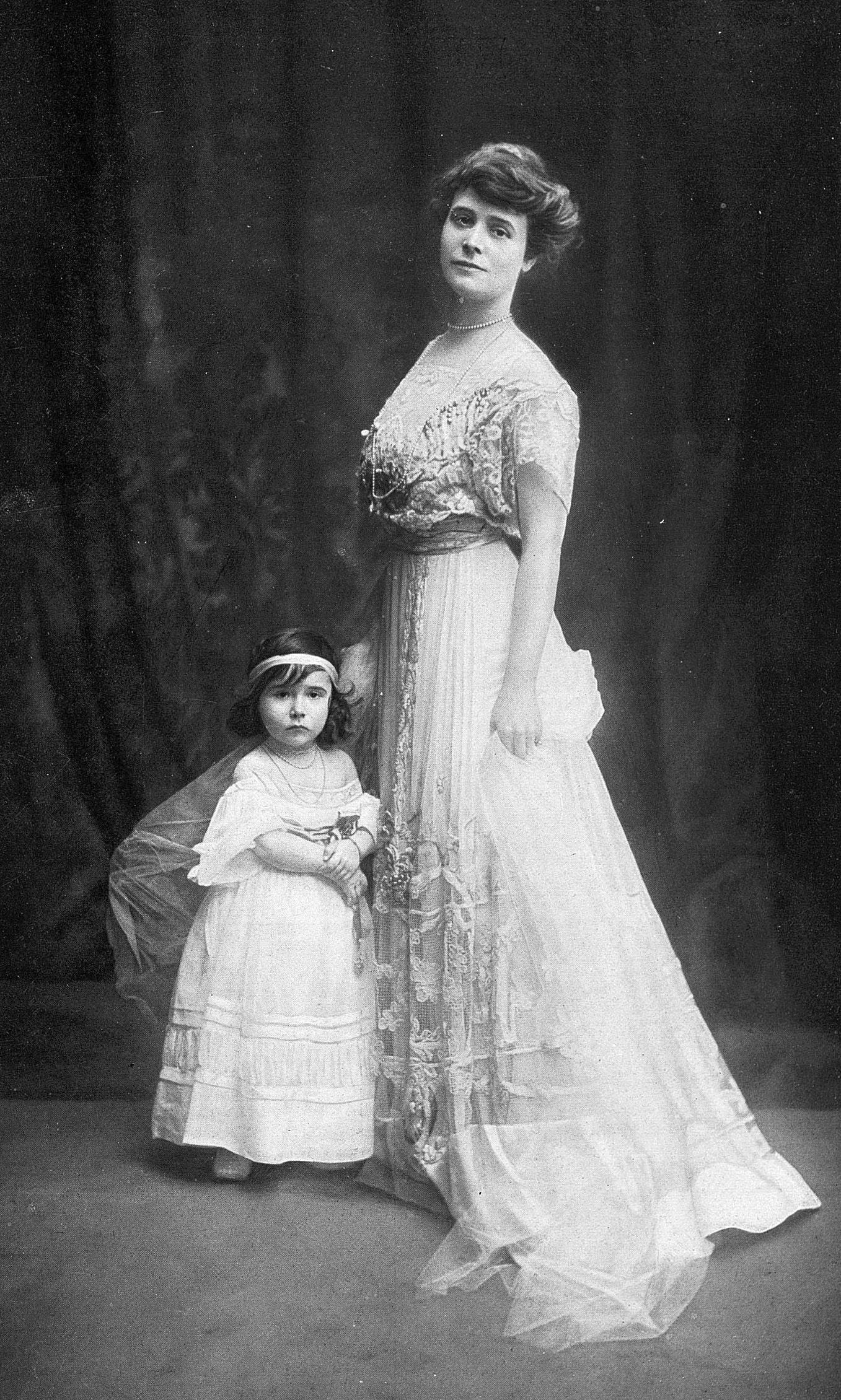
Chéruit en 1907 con su hija.

Muchos hechos básicos sobre la vida de Madame Chéruit son inciertos, aunque investigaciones recientes muestran que su nombre no era "Madeleine," como se afirmaba tradicionalmente en el mundo de la moda. Según el Museo Carnavalet, Mme "Madeleine" Chéruit (Louise Lemaire) nació el 9 de junio de 1866. La revista Vogue la describió como "una mujer Luis XVI porque tiene la delicadeza, los gustos extravagantes, el encanto exquisito, y el arte de esas damas francesas que pasaron alegremente por la época anterior a la revolución."
Louise, cuya madre era costurera, recibió su formación profesional temprana en la confección a finales de los años 1880 con Raudnitz & Cie, ubicada en el corazón de París. La maison atraía especialmente a mujeres que querían conjuntos que irradiaran un aire de juventud y simplicidad realizados con las mejores telas. El talento de Mme Chéruit, al lado de su hermana Marie Huet, era tal que ascendieron a posiciones principales dentro de la empresa. El 28 de agosto de 1895, Louise se casó con Prosper Chéruit quien apoyó su creatividad y contribuyó a algunos aspectos empresariales de su carrera temprana.
Madame Chéruit ayudó notablemente a lanzar la carrera de Paul Poiret, uno de los diseñadores más vanguardistas de inicios del siglo XX, al comprar una colección de doce de sus primeros diseños en 1898. En 1900, la etiqueta cosida a la ropa creada en Raudnitz llevaba las palabras, "Raudnitz & Cie, Huet & Chéruit Srs., 21, Place Vendôme, París" – con los nombres de las hermanas en tipo más prominente. En 1905, en las etiquetas de la empresa se leía, "Huet & Chéruit, Anc.ne Mon. Raudnitz & Cie" (Huet y Chéruit, anteriormente Señor Raudnitz y Co.).

## 1906-1914

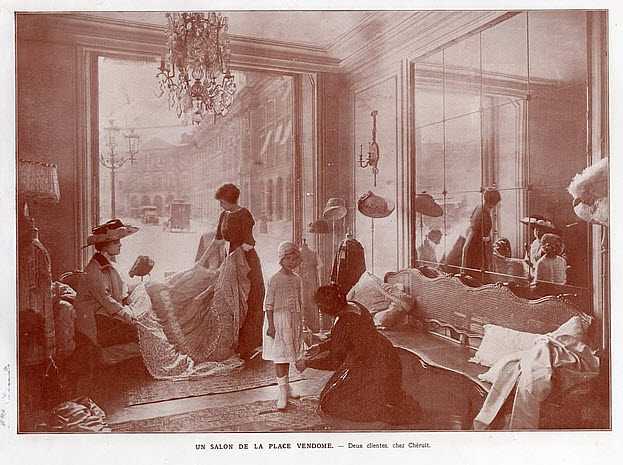
El salón principal en la Maison Chéruit en París, 1910.

Al año siguiente, 1906, la casa de moda con sus más de 100 empleados pasó a su propiedad, y fue renombrada "Chéruit." La maison ocupaba el señalado hôtel de Fontpertuis en la Plaza Vendôme, construido en el siglo XVII por Pierre Bullet. Louise Cheruit encargó a un arquitecto que ampliara las instalaciones para atender a su creciente clientela. En 1910 Mme. Chéruit era una de las diseñadoras más celebradas de París, con la presentación de sus últimas colecciones seguidas de cerca por la prensa, su imagen dibujada por los principales artistas, y su nombre mencionado por el omnipresente Marcel Proust en su novela En busca del tiempo perdido.
Como uno de los líderes del estilo francés, Chéruit y su casa de couture guiaron la moda de la Belle Époque a la Era del Jazz. En 1910, un reportero escribió "Con un gusto, tan original, tan fino, y tan personal, Madame Chéruit ha colocado su casa de moda en primer lugar, no sólo en París, sino en el mundo entero." Durante su carrera, Chéruit refinó para su clientela aristocrática los excesos creativos de algunos de su contemporáneos, ofreciendo prendas, femeninas, suavemente ornamentadas que ayudaron a la transición en la couture de la industria glamurosa de alta costura a la realidad y estandarización del pret-a-porter.

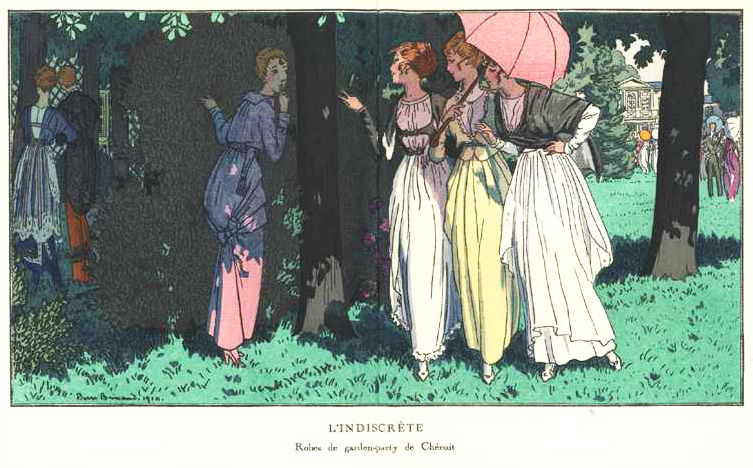
"La indiscreta", vestidos para fiesta en el jardín diseñados por Chéruit, publicados en la Gazette du Bon Ton, 1914.

En 1912, Madame Chéruit firmó un contrato para colaborar con Lucien Vogel para producir la revista de moda, Gazette du Bon Ton. Otros seis destacados diseñadores de París – Georges Doeuillet, Jacques Doucet, Jeanne Paquin, Paul Poiret, Redfern, y la Casa Worth– se unieron al proyecto. Vogel contrató a destacados artistas Art Déco para llenar las páginas de la revista con ilustraciones llamativas de los diseñadores junto con ensayos de destacados escritores. La revista imprimió imágenes en papel fino utilizando la costosa técnica del estarcido, por lo que era un medio verdaderamente exclusivo para exhibir los últimos diseños de los modistos. Mme. Chéruit tenía un afecto especial por el estilo artístico de Pierre Brissaud, y él creó la mayoría de las ilustraciones de su trabajo que aparecieron en las páginas de La Gazette du Bon Ton.
El estilo de Madame Chéruit era tradicionalmente femenino, incorporando tejidos suaves, colores pastel y bordados raros, pero era innovadora en la línea y corte. A finales de 1911 presentó el vestido pannier, lleno en las caderas y ahusado hacia los tobillos, lo que recordaba las modas de la corte francesa del siglo XVIII. Los vestidos de noche delicados eran su punto fuerte, pero también era experta en trajes de calle elegantes, y en 1914 sus trajes de paseo y de tarde eran tendencia en la moda.

## Chéruit Modas, 1912–1914

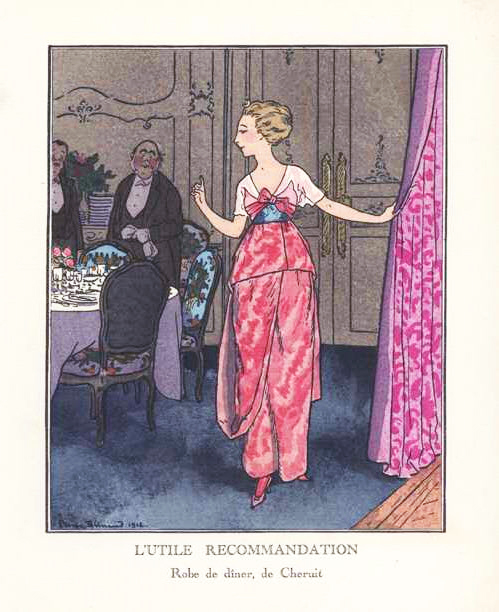
"La útil recomendación", vestido de cena, 1912.
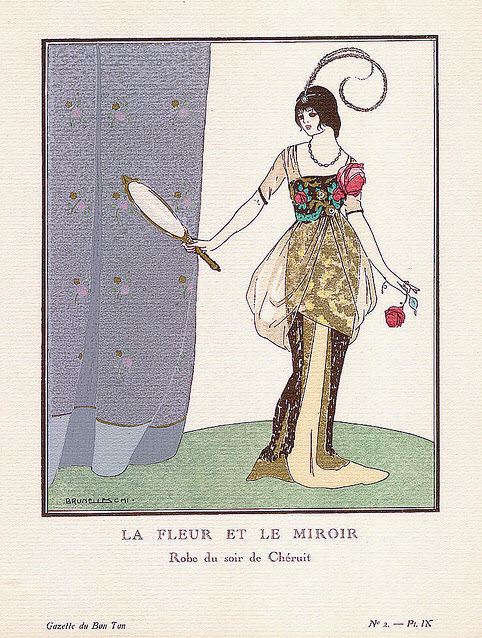
"La flor y el espejo", vestido de noche, 1912.
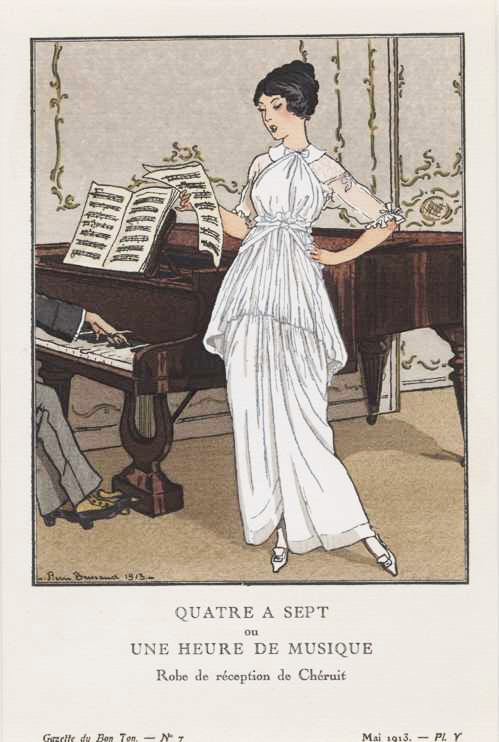
"Una hora de música", vestido de recepción, 1913.
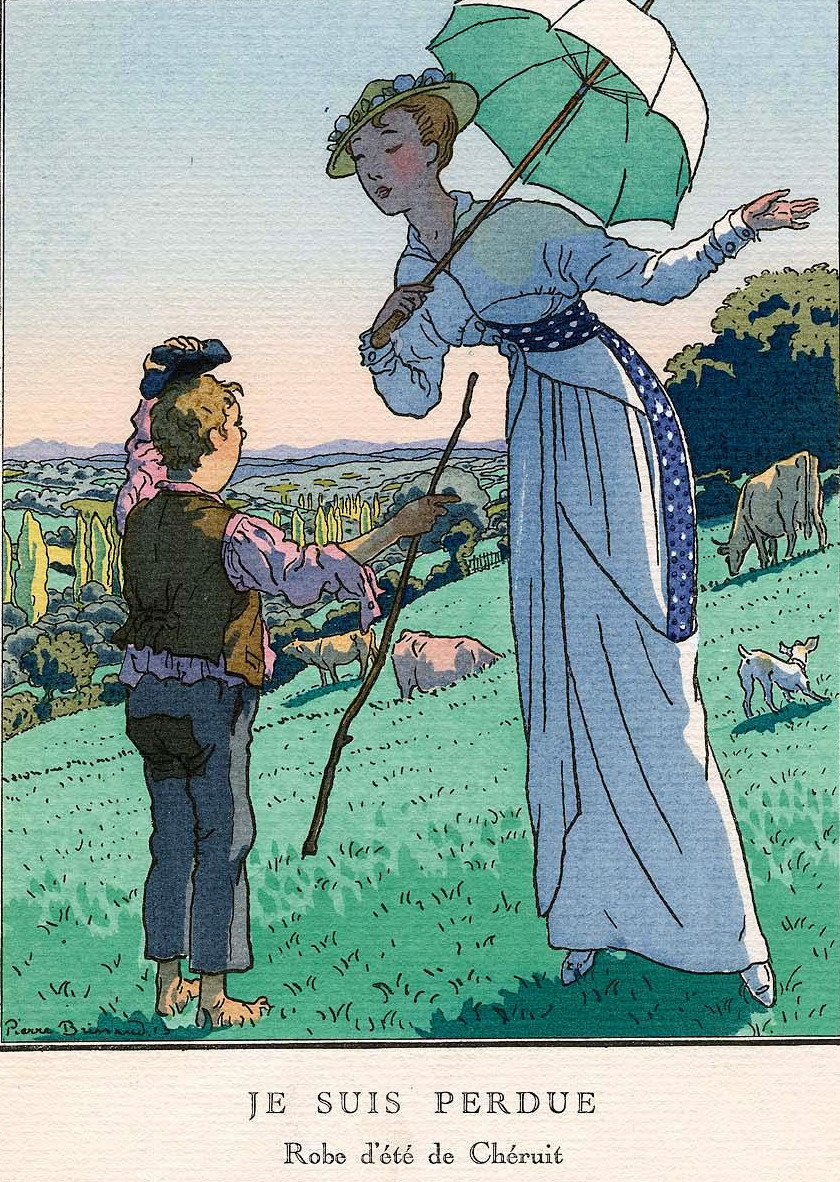
"Me he perdido", vestido de verano, 1913.
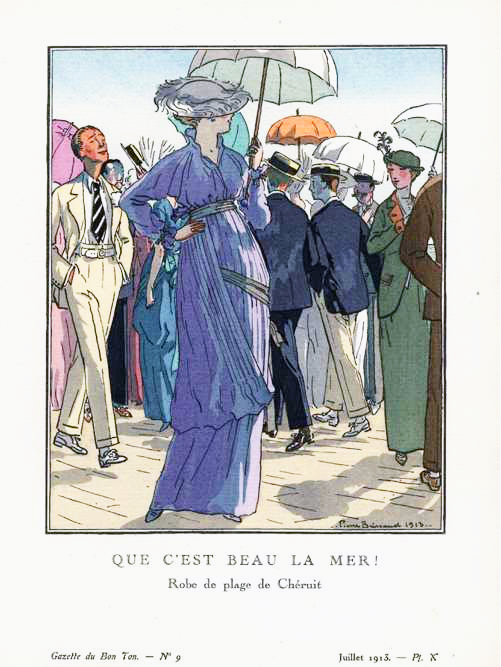
"Que bueno el mar", vestido para la playa, 1913.
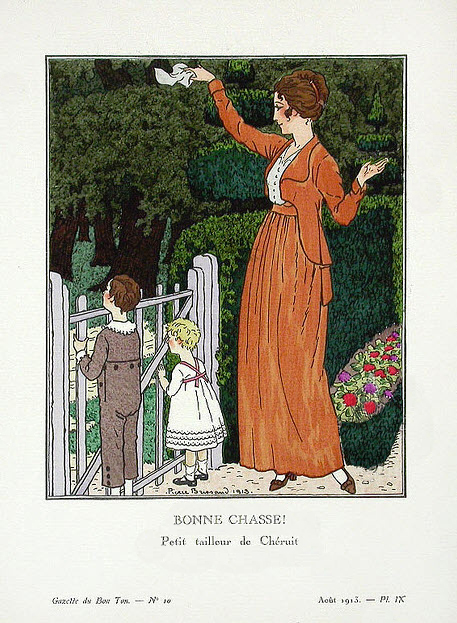
"Buena cacería", madre e hijos, 1913.
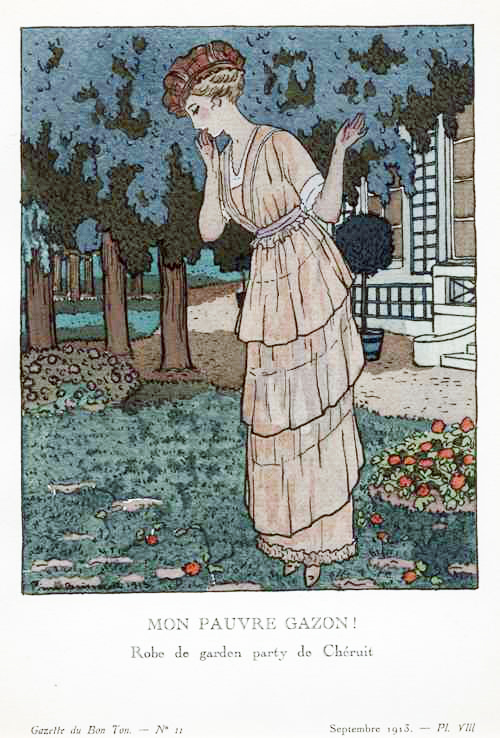
"Mi pobre césped", vestido para fiesta en el jardín, 1913.
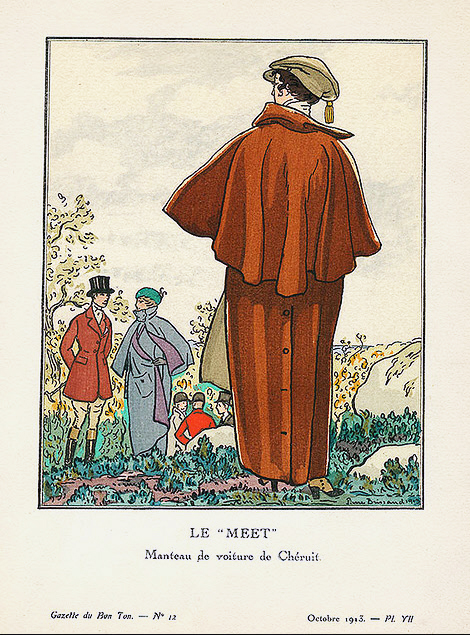
"El encuentro", abrigo para viajar en automóvil, 1913.
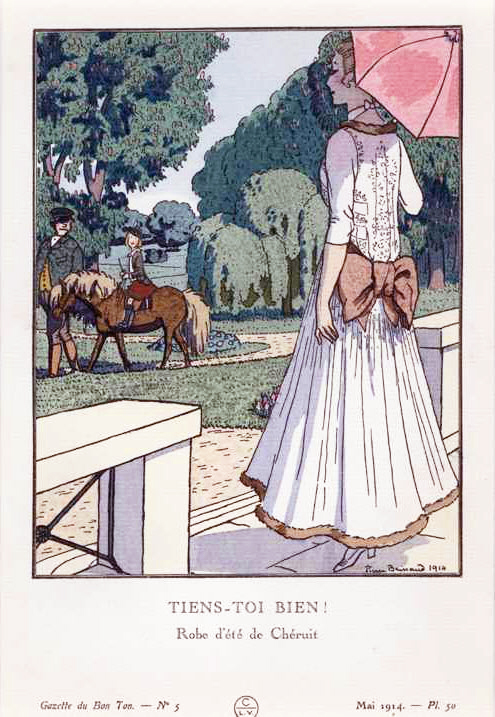
"Agárrate bien", vestido de verano, 1914.
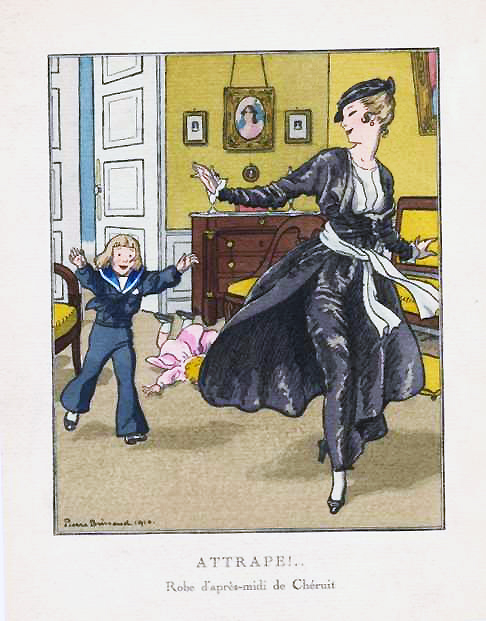
"Te pillé!", vestido de tarde, 1914.
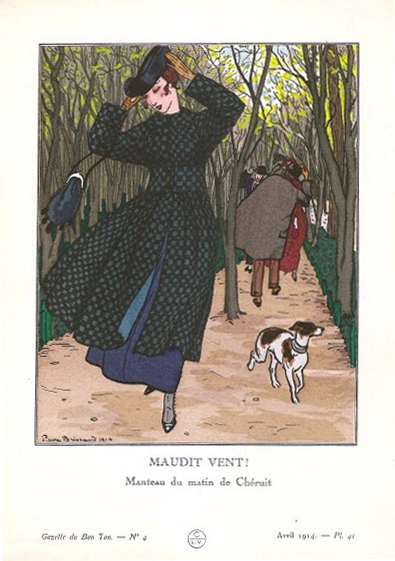
"Maldito viento", abrigo de mañana, 1914.

## Primera Guerra Mundial y años 1920

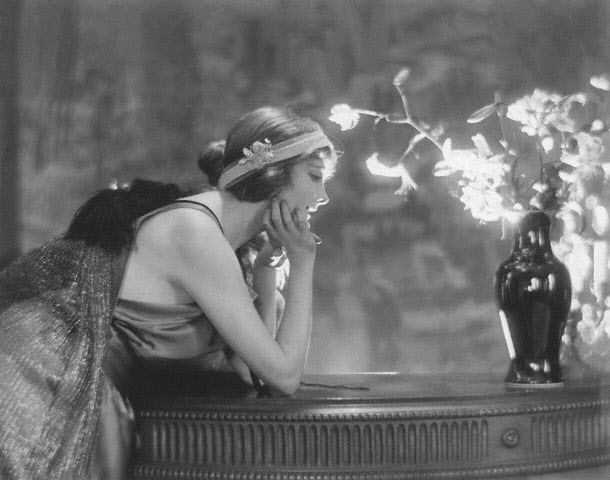
La actriz Jeanne Eagels posando con un vestido y capa de Chéruit (1921).

Cuando la Primera Guerra Mundial estalló en el verano de 1914, la mayoría de las casas de moda de París cerraron o redujeron su producción, pero Chéruit continuó a pleno rendimiento. Sin embargo, a finales del mismo año, un escándalo que implicó a su amante, un noble austríaco y oficial militar que fue acusado de espionaje, forzó a Cheruit a la reclusión social, un inesperado final a su enorme celebridad en la alta sociedad francesa. A pesar de los rumores de que ella también espiaba para los alemanes, lo que de ser probado, podría llevar a su ejecución, Chéruit mantuvo su influencia, tras las bambalinas, en la dirección artística de su empresa. A principios de 1915 la casa Chéruit fue adquirida por sus directoras Mesdames Wormser y Boulanger, quienes, según Vogue, mantuvieron la maison "en su tipo original" mientras traían "mucha originalidad a él."
Además de vestidos de noche, la casa era conocida por sus vestidos para estrellas de cine, pieles, lencería, ajuares de boda, incluso ropa infantil en rayón. Fascinada por el efecto de la luz en la tela, Chéruit y sus diseñadores trabajaron con tafetán, lamé, y gasa, y siguieron las últimas tendencias en el arte, pintando a mano diseños cubistas en vestidos, abrigos y otros artículos del vestir. Estas llamativas creaciones atrajeron la atención de estrellas del cine mudo, como Jeanne Eagels.
Con el movimiento hacia modas más sencillas y simples después de la guerra, tipificadas por diseñadores tales como Jean Patou y Coco Chanel, el gusto por la opulencia de Madame Cheruit perdió atractivo y se retiró en 1923. Pero durante una década más, la casa continuó produciendo bonitas, si ya no innovadoras, prendas que adoptaron el estilo flapper de la Era del Jazz. Desde mediados hasta finales de los años 1920, la marca se asoció especialmente con el fotógrafo Edward Steichen y sus atractivas imágenes para Vogue de la modelo vestida de Cheruit Marion Morehouse. La empresa de diseño continuaba con popularidad reflejada en referencias icónicas como en la novela de 1930 de Evelyn Waugh Cuerpos Viles. En 1935, la diseñadora Elsa Schiaparelli adquirió el estudio de trabajo y salón de 98 habitaciones de Chéruit.
Según el Museo Carnavalet, Chéruit murió en 1955.

## Legado
Vestidos de Chéruit pueden ser encontrados en las colecciones de museos importantes, incluyendo el Museo Metropolitano de Arte en Nueva York. La casa de moda fue restablecida en su ubicación original, 21, Plaza Vendôme en París, en 2008.